# Fifth Angel
Fifth Angel ist eine Power-Metal-Band aus Washington, die ursprünglich von 1983 bis 1990 existierte und seit 2017 wieder aktiv ist.

## Bandgeschichte

### Erste Phase (bis 1990)
Fifth Angel wurde 1983 in Bellevue, einer Vorstadt von Seattle, gegründet. Das Line-up bestand aus Ted Pilot (Gesang), James Byrd (Leadgitarre), Ed Archer (Rhythmusgitarre), Ken Mary (Schlagzeug) und Kenny Kay (E-Bass). Zusammen mit Terry Date nahmen sie Ende 1983 ein selbstbetiteltes Demo auf, mit dem sie 1985 einen Vertrag bei Shrapnel Records erhielten. Diese finanzierten das selbstbetitelte Debütalbum der Band. In Deutschland übernahm Roadrunner Records die Veröffentlichung. 1986 ersetzte John Macko Bassist Kenny Kay.
Nicht nur aus finanziellen, sondern auch aus beruflichen Gründen konnte die Band nicht auf Tour gehen: Pilot studierte an der Universität von Seattle Chemie, Archer stand noch in der Ausbildung, während die übrigen Mitglieder ihrer täglichen Arbeit nachgingen. Nur Mary war als Aushilfe für Chastain und als Live-Unterstützung für Alice Cooper musikalisch aktiv. Da eine Förderung durch Shrapnel Records ausblieb, schaute sich die Band nach einer Alternative um.
1988 nahm sich Epic Records der Band an und veröffentlichte eine remasterte Version des Debütalbums, die Platz 117 der US-Billboard 200 erreichte. Die Band unterschrieb tatsächlich für sieben Alben und 21 Millionen Dollar. Fifth Angel war im Anschluss auf diversen Kompilationen vertreten und veröffentlichte eine Flexidisc in der Zeitschrift Kerrang.
Ende 1988 nahm die Band mit Produzent Terry Brown, der schon mit Rush zusammenarbeitete, ihr zweites Album Time Will Tell auf. Kurz vorher wurde James Byrd durch Kendall Bechtel ersetzt. Ein Musikvideo zum Titelsong wurde auf MTV ausgestrahlt und Midnight Love wurde zum Titelsong der Howard Stern Show. Das Album verkaufte sich jedoch hinter den Erwartungen.
Als sich Anfang der 1990er langsam der Erfolg des Grunge anbahnte, lösten sich Fifth Angel auf.

### Reunion 2010
2010 trat die Band als Headliner auf dem Keep-It-True-Festival in Lauda-Königshofen auf und erntete großen Zuspruch. Die ehemaligen Bandmitglieder begannen wieder miteinander zu arbeiten, jedoch blieb die Band bis 2017 aufgelöst.

### Wiedervereinigung 2017
2017 entstand ein nie veröffentlichtes Demo, das der Band einen Plattenvertrag bei Nuclear Blast einbrachte. Das Line-up bestand nun aus Kendall Bechtel, der neben der Gitarre auch den Gesang übernahm, den beiden Gründungsmitgliedern Ken Mary und Ed Archer sowie John Macko (Bass) und Jeffrey Cormack (Schlagzeug). Das Comeback-Album The Third Secret entstand jedoch lediglich mit Ken Mary, John Macko und Kendall Bechtel. Das Album erreichte Platz 48 der deutschen und Platz 51 der Schweizer Charts. 2019 trat die Band auf diversen Festivals auf.
Nach einer Corona-Zwangspause kehrte die Band 2023 mit dem Album When Angels Kill zurück, einem Konzeptalbum, das sich auf die vorigen Alben der Band bezieht. Die Geschichte spielt in der Zukunft und handelt von dem Outlaw Phoenix, der gegen ein unterdrückendes Regime Widerstand leistet. Das Album erreichte erneut die deutschen und Schweizer Charts.

## Diskografie

### Alben
- 1986: Fifth Angel (Shrapnel Records)
- 1989: Time Will Tell (Epic Records)
- 2018: The Third Secret (Nuclear Blast)
- 2023: When Angels Kill (Nuclear Blast)

### Split-Veröffentlichungen
- 1987: Megahurtz (mit Sanctuary, Riot V &  Slammin’ Watusis, Epic Records)
- 1988: Interchords – Words and Music (Promo-LP mit Sanctuary, CBS)

### Singles
- 1986: Fifth Angel (Flexi-Promo für die Zeitschrift Kerrang)

### Demos
- 1985: Demo